# Walenseestrasse
Die Walenseestrasse war eine Autostrasse und Hauptstrasse am linken Ufer des Walensees, heute ist sie Teil der Autobahn A3.

## Geschichte
Angesichts des zunehmenden Motorfahrzeugverkehrs bewilligte die Glarner Landsgemeinde 1937 den Kredit von 1'500'000 Franken für den Bau einer linksufrigen Hauptstrasse. Der Bau wurde vorerst aus verschiedenen Gründen nicht realisiert; an der Landsgemeinde 1956 wurde er auf Beschluss des Landrates wieder zu einem Thema. Auf dessen Antrag wurde ein zusätzlicher Kredit von 2'900'000 Franken bewilligt.
Zwischen Weesen und Murg wurde Mitte 1964 die N3 als Hauptstrasse eröffnet und führte durch die sechs Tunnel Ofenegg (370 m), Weisswand (460 m), Standenhorn (230 m), Glattwand (100 m), Mühlehorn (260 m) und Stutz (144 m). Die Walenseestrasse wurde zwischen Weesen und Walenstadt zum zweispurigen Zwischenabschnitt der ansonsten vierspurigen Strecke. Gebaut wurde sie auf dem alten Trassee der Bahnstrecke Ziegelbrücke–Sargans, welche zuvor in den neuen Kerenzerbergtunnel verlegt wurde, wobei die Tunnel aufgeweitet werden mussten. Die Strecke erhielt den Ruf eines Nadelöhrs, da sich jährlich mehrfach Staus ereigneten, die auch unzählige Unfälle nach sich zogen.
Zur Autobahn ausgebaut wurde der Abschnitt erst 1986 mit der Eröffnung des einröhrigen Kerenzertunnels (5760 m), durch welchen seither die Richtungsfahrbahn nach Murg/Sargans führt. Die alten sechs Tunnel und die Strasse am Ufer des Walensees wurden auf Einrichtungsbetrieb umgestellt und bilden seither die Richtungsfahrbahn nach Weesen/Zürich.